# Atelopus erythropus
Espèce
Statut de conservation UICN

 CR A3ce : 
En danger critique
Atelopus erythropus est une espèce d'amphibiens de la famille des Bufonidae.

## Répartition
Cette espèce est endémique du Pérou. Elle se rencontre entre 1 800 et 2 500 m d'altitude sur le versant amazonien de la cordillère des Andes dans les régions de Puno, de Huánuco, d'Ucayali et de Cuzco.
Sa présence est incertaine en Bolivie.

## Publication originale
- Boulenger, 1903 : Descriptions of new batrachians in the British Museum. Annals and Magazine of Natural History, ser. 7, vol. 12, p. 552-557 (texte intégral).